# Saint-André-et-Appelles
Saint-André-et-Appelles is een gemeente in het Franse departement Gironde (regio Nouvelle-Aquitaine) en telt 686 inwoners (1999). De plaats maakt deel uit van het arrondissement Libourne.

## Geografie
De oppervlakte van Saint-André-et-Appelles bedraagt 10,3 km², de bevolkingsdichtheid is 66,6 inwoners per km².
De onderstaande kaart toont de ligging van Saint-André-et-Appelles met de belangrijkste infrastructuur en aangrenzende gemeenten.

## Demografie
Onderstaande figuur toont het verloop van het inwonertal (bron: INSEE-tellingen).